# Hesperilla donnysa
The Donnysa Skipper or Varied Sedge Skipper (Hesperilla donnysa) là một loài bướm ngày thuộc họ Hesperiidae. Nó được tìm thấy ở the Lãnh thổ Thủ đô Úc, New South Wales, Queensland, Nam Úc, Tasmania, Victoria và Tây Úc.
Sải cánh dài khoảng 30 mm đối với con đực và 35 mm đối với con cái.
Ấu trùng ăn various sword grass species, bao gồm Gahnia sieberiana. Other recorded food plants include Gahnia decomposita, Gahnia aspera, Gahnia clarkei, Gahnia deusta, Gahnia erythrocarpa, Gahnia filifolia, Gahnia grandis, Gahnia lanigera, Gahnia microstachya, Gahnia radula, Gahnia subaequiglumis và Gahnia trifida.

## Phụ loài
- Hesperilla donnysa galena (around Geraldton, Western Australia)
- Hesperilla donnysa albina (tây nam Western Australia)
- Hesperilla donnysa aurantia (Tasmania và local islands)
- Hesperilla donnysa donnysa (Lãnh thổ Thủ đô Úc, New South Wales, Queensland, Nam Úc, Tasmania, Victoria)
  - Synonyms:
  - Hesperilla donnysa diluta
  - Hesperilla donnysa icaria
  - Hesperilla donnysa patmos
  - Hesperilla donnysa samos
  - Hesperilla donnysa delos

## Hình ảnh

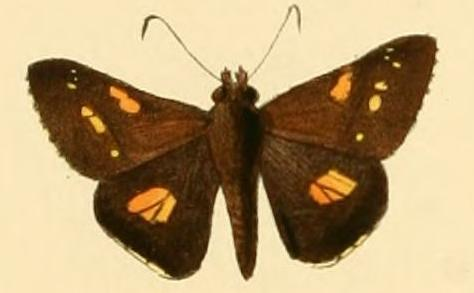
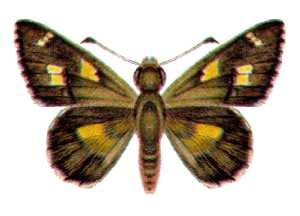